# Anthomyia furcata
Anthomyia furcata este o specie de muște din genul Anthomyia, familia Anthomyiidae. A fost descrisă pentru prima dată de Bouche în anul 1834.
Este endemică în Germania. Conform Catalogue of Life specia Anthomyia furcata nu are subspecii cunoscute.